# Canell
En anatomia humana, el canell o la monyica o govanella, és la connexió flexible i estreta que uneix els segments tercer i quart del membre superior, és a dir, l'avantbraç i la mà. Bàsicament, el canell és una doble filera de petits ossos curts anomenats carpians que s'entreteixeixen per formar una connexió mòbil.
En la llengua popular canell també designa la part del braç compresa entre l'avantbraç i la mà.
Considerat en conjunt, és una articulació condília que permet tres plans de moviment, ja que permet realitzar moviments de flexió, extensió, adducció, abducció i circumducció, però no rotació.
En realitat és compost no d'una sinó de tres articulacions.

## Articulació de la cambra proximal del canell o radiocarpiana

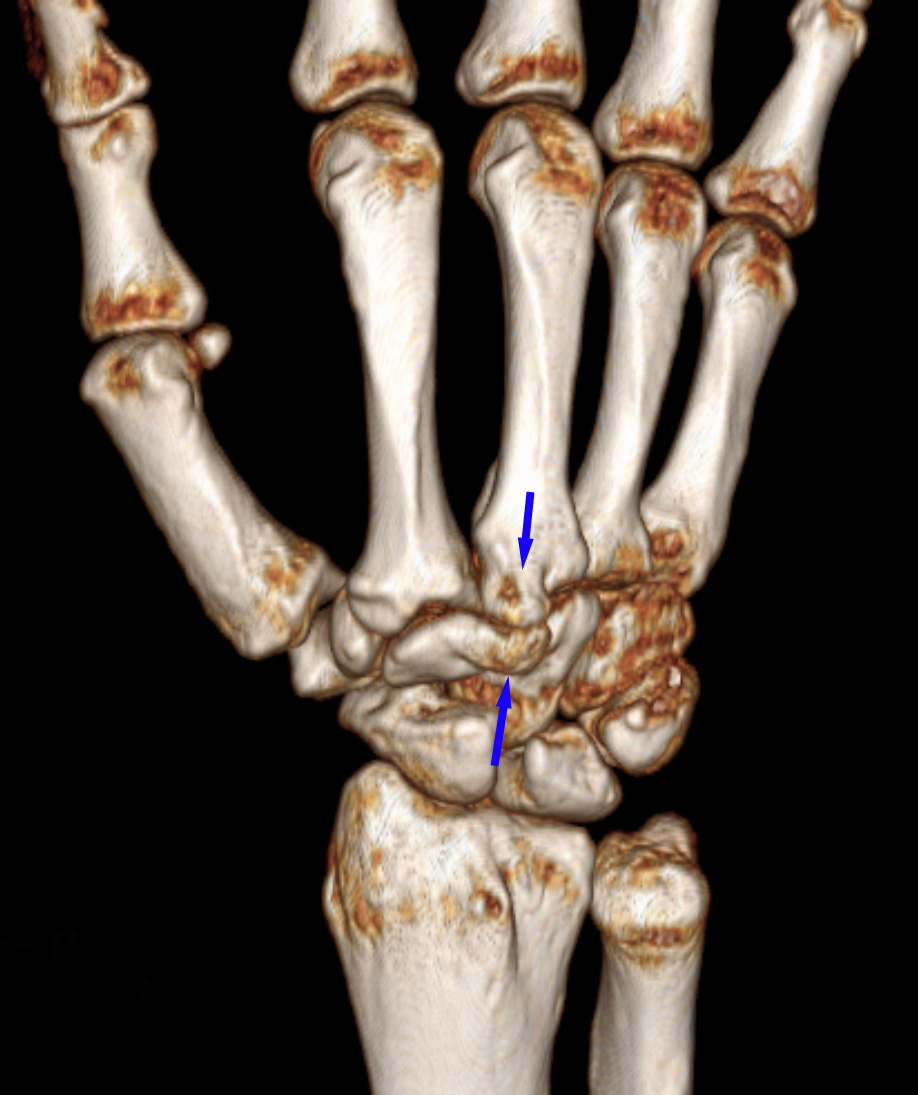
Reconstrucció tridimensional per CT, dels ossos del carp.

Les superfícies òssies són, per dalt, el radi, i per baix, els escafoides, el semilunar i el piramidal. L'articulació està reforçada per la  càpsula articular  i lligaments laterals, anterior i posterior. És una condílea morfològica i funcional.

## Articulació externa de la cambra distal del canell
Les superfícies òssies són, per dalt, l'escafoide, i per baix, el trapezi i el trapezoide. L'articulació està reforçada per la càpsula articular i lligaments laterals, anterior i posterior. És una  doble artrodia  morfològica i una condílea funcional.

## Articulació interna de la cambra distal del canell
Les superfícies òssies són, per dalt, l'escafoide, el semilunar, piramidal i pisiforme (ESPP), per sota en la segona filera: Trapezi, trapezoide, l'os Gran i el ganxut (TTGG]. L'articulació està reforçada per la càpsula articular i lligaments laterals, anterior i posterior. És una condílea morfològica i funcional.

## Estructura de l'articulació

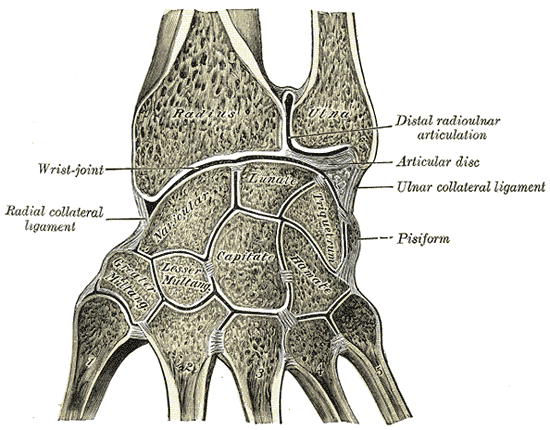
Ossos del canell, placa de Anatomy of the Human Body, 1918.

Les parts que formen el canell són l'extrem inferior del radi i la superfície inferior del disc articular per sobre; i els ossos escafoide, semilunar i piramidal per sota.
La superfície articular del radi i la superfície inferior del disc articular formen una superfície concava transversalment el·líptica, la cavitat receptora.
Les superfícies articulars superiors de l'escafoide, semilunar i piramidal formen una superfície convexa llisa, el còndil, que és acollit per la superfície còncava.
Els ossos del canell són:
- escafoide
- semilunar
- piramidal
- pisiforme
- trapezi
- trapezoide
- os gros
- os ganxut

## Lligaments

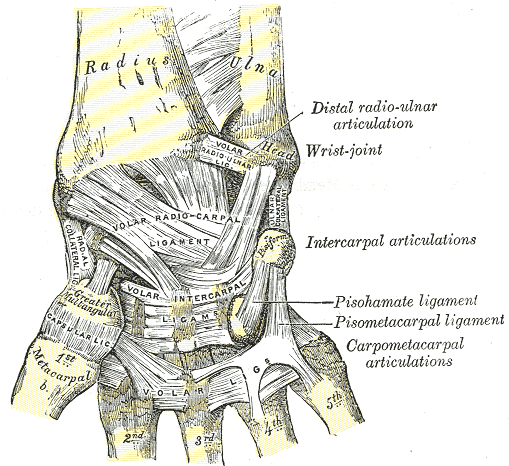
Lligaments del canell

L'articulació està envoltada per una càpsula, reforçada pels següents lligaments:
- lligament radiocarpià palmar
- lligament radiocarpà dorsal
- lligament col·lateral cubital
- lligament radial col·lateral

La membrana sinovial limita amb la superfície interna d'aquests lligaments i s'estén des del marge de l'extrem inferior del radi i el disc articular fins als marges de les superfícies articulars dels ossos carpians. És laxa i presenta molts plecs, especialment al revers.

## Moviments
Aquesta articulació permet efectuar els moviments de flexió, extensió, abducció, adducció i circumducció. Se'ls estudia juntament amb els del carp, amb els quals es combinen.